# Марђина (Тимиш)
Марђина (рум. Margina) насеље је у Румунији у округу Тимиш у општини Марђина. Oпштина се налази на надморској висини од 177 m.

## Прошлост
По "Румунској енциклопедији" место се први пут помиње 1365. године. Зна се за постојање тврђаве (1439). Године 1658. је насеље уступљено Турцима, на 30 година. Православна црква брвнара је подигнута 1734. године. Крајем 18. века колонизовани су Немци и Мађари за рад у великој фабрици сирћета.
Аустријски царски ревизор Ерлер је 1774. године констатовао да место припада Фачетском округу, Лугожког дистрикта. Становништво је било претежно влашко. Када је 1779. године пописан православни клир у "Марђини" су била два свештеника. Парох поп Теодор Мартин (рукоп. 1773) и капелан поп Георгије Поповић (1797) служили су се само румунским језиком.

## Становништво
Према подацима из 2002. године у насељу је живело 2356 становника.

### Попис2002.
| Расподела становништва по националности 2002.‍ | Расподела становништва по националности 2002.‍ | Расподела становништва по националности 2002.‍ | Расподела становништва по националности 2002.‍ | Расподела становништва по националности 2002.‍ |
| --------------------------------------------- | --------------------------------------------- | --------------------------------------------- | --------------------------------------------- | --------------------------------------------- |
|                                               |                                               |                                               |                                               |                                               |
| Румуни                                        | Румуни                                        |                                               | 2.188                                         | 92,9%                                         |
| Мађари                                        | Мађари                                        |                                               | 35                                            | 1,5%                                          |
| Роми                                          | Роми                                          |                                               | 10                                            | 0,4%                                          |
| Украјинци                                     | Украјинци                                     |                                               | 104                                           | 4,4%                                          |
| Немци                                         | Немци                                         |                                               | 7                                             | 0,3%                                          |
| Словаци                                       | Словаци                                       |                                               | 10                                            | 0,4%                                          |

### Хронологија
| Година       | 1992 | 1993 | 1994 | 1995 | 1996 | 1997 | 1998 | 1999 | 2000 | 2001 | 2002 | 2003 | 2004 | 2005 | 2006 | 2007 | 2008 | 2009 | 2010 | 2011 | 2012 | 2013 | 2014 | 2015 | 2016 | 2017 |
| ------------ | ---- | ---- | ---- | ---- | ---- | ---- | ---- | ---- | ---- | ---- | ---- | ---- | ---- | ---- | ---- | ---- | ---- | ---- | ---- | ---- | ---- | ---- | ---- | ---- | ---- | ---- |
| Становништво | 2447 | 2460 | 2428 | 2414 | 2361 | 2333 | 2332 | 2329 | 2362 | 2371 | 2385 | 2390 | 2395 | 2386 | 2407 | 2408 | 2412 | 2387 | 2391 | 2370 | 2360 | 2334 | 2297 | 2285 | 2275 | 2260 |